# Batalla de Rusion
La batalla de Rusion (en búlgaro: Битката при Русион) se libró en el invierno de 1206 cerca de la fortaleza de Rusion (actual Keşan en Turquía) entre los ejércitos del Segundo Imperio búlgaro y el Imperio latino de Constantinopla, lo que resultó en una decisiva victoria búlgara.

## Orígenes del conflicto
La gran victoria búlgara en la batalla de Adrianópolis fue seguida por otras en Serres y la conquista de Filipópolis (actual Plovdiv en Bulgaria). Los latinos sufrieron grandes pérdidas y en el otoño de 1205 trataron de reorganizar lo que quedaba de su ejército. La fuerza principal consistía en ciento cuarenta caballeros y unos pocos miles de soldados de la guarnición de Rusion (actual Keşan en Turquía). Este ejército estaba bajo el mando de Teodorico de Termonde y Teodorico de Loos, que se encontraban entre los nobles más importantes del Imperio latino.

## La batalla
A mediados de enero de 1206, el ejército búlgaro marchó hacia el sur. Parte de las tropas cercaron Adrianópolis y el resto, bajo el mando personal del zar Kaloján, fue a Rusion. El plan era obligar a los latinos a salir de la fortaleza para luchar contra ellos, y para atraerlos, envió una pequeña compañía de cumanos para tomar un pequeño e insignificante castillo cercano. Kaloján estaba apostando a la falta de disciplina de los cruzados y la maniobra funcionó: en la tarde del 30 de enero, estos abrieron las puertas y abandonaron la ciudad. Teodorico de Loos había sido llamado a Constantinopla y el comando estaba ahora en manos de Teodorico de Termonde, conocido tanto por su valor como por su temeridad. Unos ciento veinte caballeros y sus tropas de apoyo abandonaron Rusion y cabalgaron toda la noche. A la mañana siguiente, llegaron al castillo ya desierto e inmediatamente regresaron. Mientras tanto, siete mil búlgaros se interpusieron entre ellos y la fortaleza, estabilizando sus posiciones a siete kilómetros de las murallas. Los defensores en la ciudad eran pocos y únicamente podían verlo todo desde las torres: el ejército latino se acercó dividido en cuatro destacamentos, la vanguardia, encabezada por Carlos de Francia, seguido por las tropas de Termonde y el destacamento de Andrés de Durboise y Juan de Choisy, quienes fueron primeros en escalar los muros de Constantinopla en 1204. En retaguardia se encontraba Guillermo de Loos, hermano de Teodorico de Loos.
La batalla empezó en la retaguardia. El destacamento de Guillermo fue atacado por una fuerza búlgara y, a pesar de los desesperados intentos de resistencia, fue aniquilado. Los sobrevivientes se mezclaron con las tropas del frente y pronto los otros dos destacamentos cruzados también fueron derrotados. La batalla se libró mientras los ejércitos todavía estaban en marcha y la masa de soldados en completo combate se movía lentamente hacia Rusion. Cuando estaban a unos dos kilómetros del castillo, la formación latina finalmente colapsó después de enfrentar los ataques búlgaros desde todos los lados. Los caballeros lucharon valientemente y la mayoría murió. Solo diez de ciento veinte caballeros llegaron a la fortaleza y miles de soldados fueron asesinados o capturados. Todos los comandantes cruzados, incluido Teodorico de Termonde, murieron. Lo que restaba del ejército latino abandonó Rusion y se refugió en la cercana ciudad de Rodosto.

## Cambio de situación
Rodosto era una ciudad bien fortificada con una poderosa guarnición veneciana, ahora fortalecida por los sobrevivientes de Rusion y una compañía de dos mil soldados enviados como refuerzos.  Pero cuando llegó Kaloján, los defensores entraron en pánico y, después de un breve combate, fueron derrotados por completo y la ciudad fue saqueada. Muchas otras ciudades fueron ocupadas y, después de un asedio, Demótica cayó al año siguiente.

## Consecuencias
A lo largo de la operación, los cruzados perdieron más de doscientos caballeros, muchos miles de soldados y varias guarniciones venecianas fueron completamente aniquiladas. El nuevo emperador latino, Enrique de Flandes, tuvo que pedir al rey de Francia otros seiscientos caballeros y diez mil soldados. Godofredo de Villehardouin comparó la derrota con el desastre de Adrianópolis.  Pero los cruzados tuvieron suerte: en 1207 Kaloján fue asesinado mientras asediaba Tesalónica y el nuevo zar, Boril, necesitó tiempo para consolidar el poder y rápidamente ofreció la paz.